# صندوق نجات کودکان
صندوق نجات کودکان (به انگلیسی: Save the Children Fund) یک سازمان بین‌المللی خیریه است که به کودکان نیازمند کشورهای در حال توسعه کمک می‌کند. این سازمان در سال ۱۹۱۹ در بریتانیا تأسیس شد.